# Miguel Satrústegui
Miguel Satrústegui Gil-Delgado (Madrid, 1949)
es un economista, jurista y profesor universitario español, que ha ocupado diversos puestos de responsabilidad en la Administración General del Estado y en la empresa privada. Es hijo del abogado y político español, Joaquín Satrústegui.

## Biografía
Licenciado en Derecho y Ciencias Empresariales por la Universidad Pontificia de Comillas-ICADE, obtuvo el doctorado en Derecho por la Complutense de Madrid (1983) con la tesis Análisis comparado de la sucesión gubernamental: los casos de Italia, Portugal y España. Amplió estudios en el Colegio de Europa (Brujas) y el Instituto Universitario Europeo (Florencia). Dos años después alcanzó la plaza de profesor titular de Derecho Constitucional en la misma universidad. En 2010 se incorporó en comisión de servicios como profesor a la Universidad Carlos III de Madrid, en donde obtuvo la titularidad en 2012 y desarrolla su trabajo. También desde 2012 es uno de los vicerrectores.
En el ámbito de la Administración, durante la década de 1980 fue secretario general técnico (1984-1986), director general de Bellas Artes (1986-1987) y subsecretario (1987-1989) del Ministerio de Cultura en sucesivos gabinetes de Felipe González. Vinculado a la fundación, creación y lanzamiento del diario El País, entre 1992 y 2009 participó en la dirección del Grupo Prisa ocupando altos cargos del mismo: la dirección general de coordinación, la secretaría general y la de los consejos de Sogecable y la propia Prisa.
Desde 2010 es miembro del patronato de la Fundación Colección Thyssen-Bornemisza y preside la Fundación Politeia, dedicada al estudio de la historia de las civilizaciones, creada por su madre, Jorgina Gil-Delgado Heredia, como Círculos Culturales Politeia en 1969.

## Obras
De sus distintos trabajos en revistas y libros especializados, además de las monografía académicas sobre Derecho Constitucional, destacan:
- Satrústegui Gil-Delgado, Miguel (1979). «El marco jurídico: la legislación electoral».  En De Esteban, Jorge; López Guerra, Luis, eds. Las elecciones legislativas del 1 de marzo de 1979. Madrid: Centro de Investigaciones Sociológicas. ISBN 84-7476-017-8.
- — (1995). «El derecho constitucional transitorio».  En Víctor Manuel Moreno Catena, ed. Constitución y derecho público: estudios en homenaje a Santiago Varela. ISBN 84-8002-245-0.
- — (2001). «Algunas observaciones sobre la Televisión Digital Terrestre».  En Luis María López Guerra, ed. Estudios de Derecho Constitucional: homenaje al profesor D. Joaquín García Morillo. ISBN 84-8442-360-3.
- — (2005). «El pluralismo informativo».  En Pizzorusso, A., Romboli, R., Ruggeri, A., Saitta, A. y Silvestri, G., ed. Libertà di manifestazione del pensiero e giurisprudenza costituzionale. Milán: Giuffrè Editore. ISBN 88-14-11688-1.
- — (2011). «La democracia interna en los partidos políticos».  En Joaquín Estefanía, ed. Informe sobre la democracia en España 2011. Madrid: Fundación Alternativas. ISBN 978-84-92957-63-7.